# Менингококк
Менингококк (лат. Neisseria meningitidis) — вид грамотрицательных диплококков рода Neisseria.
Вызывают менингококковую инфекцию, которая может протекать с поражением слизистой оболочки носоглотки (назофарингит), оболочек головного мозга (менингит), септицемией. Широко распространено бактерионосительство.
Природный резервуар менингококка — носоглотка человека. Путь передачи — воздушно-капельный. Чаще всего источником инфекции служат носители и больные назофарингитами.
Менингококковая инфекция — это острое инфекционное заболевание человека, вызываемое Neisseria meningitidis, которое передается воздушно-капельным путём и характеризуется локальным поражением слизистой оболочки носоглотки с последующей генерализацией в виде менингококковой септицемии (менингококцемия) и воспаления мягких мозговых оболочек (менингококковый менингит).
Упоминания об эпидемиях цереброспинального менингита встречаются в трудах античных врачей. Первые клинические описания менингококкового менингита сделали в XVII в. Уйллис (Виллизии) и Сиденхэм. В настоящее время менингококковая инфекция зарегистрирована более чем в 150 странах мира, в том числе в России. В Африке имеется гиперэндемическая зона заболеваемости менингококковой инфекцией, так называемый «менингитный пояс», которая охватывает районы, расположенные между югом Сахары и экваториальным лесом, Красным морем и Атлантическим океаном.

## Морфология
Клетки округлые диаметром 0,6—1,0 мкм, располагаются попарно. Поверхности, обращённые друг к другу, вогнутые или ровные. Клетки полиморфны. Грамотрицательны, но отношение к окраске по Граму выражено недостаточно чётко, поэтому в мазках наблюдается неравномерное окрашивание — молодые клетки окрашиваются интенсивно, а отмирающие и мёртвые клетки — очень слабо. Жгутиков не имеют, спор не образуют. Клинические изоляты образуют макрокапсулу, которая утрачивается при росте на питательных средах.

### Культуральные свойства
Строгий аэроб, капнофил. Очень требователен к питательным средам и условиям культивирования. На простых питательных средах не растёт, поэтому для его культивирования к основным средам добавляют нативные белки (сыворотка, кровь, яичный желток и др.). В качестве источников углерода и азота используют аминокислоты (глутамин, таурин, аспарагин, L-аргинин, глицин, тирозин), поэтому их необходимо включать в среду культивирования. Наиболее подходящей бессывороточной средой следует считать среду Мюллера-Хинтона, включающую полный набор аминокислот и мясной экстракт как источник факторов роста. Оптимум рН среды 7,2—7,4. Температурный оптимум роста 37°С, рост наблюдается в пределах 30-38°С. Повышенная концентрация СO2 и влажность стимулируют рост менингококков. На сывороточном агаре образует круглые бесцветные нежные колонии маслянистой консистенции диаметром от 0,5 до 1,5 мм. В отличие от условно-патогенных нейссерий не образует пигмента. На кровяном агаре образует нежные округлые колонии слегка сероватого цвета с блестящей поверхностью. Не даёт гемолиза, что отличает его колонии от колоний стафилококков, стрептококков и гемофилов. При первичном посеве очень требователен к условиям культивирования, поэтому отсутствие роста на бессывороточном агаре при 37°С, на сывороточном агаре при 20°С и среде с 5% жёлчи дифференцируют менингококки от условно-патогенных нейссерий.

## Биохимическая активность
Биохимическая активность низкая. Разлагает глюкозу и мальтозу до кислоты, не разжижает желатин, не образует индол и сероводород, не восстанавливает нитраты. Ферментация глюкозы и мальтозы является дифференциально-диагностическим признаком. В отличие от условно-патогенных нейссерий не образует крахмалоподобный полисахарид из сахарозы. Данный признак выявляется на сывороточном агаре с 5% сахарозы с помощью водного раствора Люголя. Обладает, как и все аэробы, цитохромоксидазой и каталазой, что отличает его от пневмококков и гемофилов. Отсутствие β-галактозидазы и наличие γ-глутамилтрансферазы отличает менингококки от N.lactamica, колонизирующей слизистую носоглотки у детей.

## Антигенная структура
Имеет несколько антигенов: 
- родовые, общие для рода нейссерий (белковые и полисахаридные, которые представлены полимерами аминосахаров и сиаловых кислот);
- видовой (протеиновый);
- группоспецифические (гликопротеидный комплекс);
- типоспецифические (белки наружной мембраны), которые разграничивают серотипы внутри серогрупп В и С. Специфичность их достаточно ограничена, так как подобные антигены обнаруживают у представителей различных серогрупп и гонококков.

По капсульным полисахаридным антигенам менингококки делят на 12 серогрупп А, В, С, Х, Y, Z, W-135, 29E, K, L, H, I.  Капсульные антигены некоторых серогрупп иммуногенны для человека. Штаммы серогруппы А вызывают эпидемические вспышки, В, С и Y — спорадические случаи заболевания. Высокая вирулентность представителей серогруппы А связана, по-видимому, с их высокой инвазивной активностью.
На основании различий типоспецифических антигенов выделяют серотипы, которые обозначают арабскими цифрами (серотипы выявлены в серогруппах В, С, Y, W135). Особый интерес среди серотиповых антигенов представляет серотип 2 группы В. Он наиболее изучен и является общим для штаммов, принадлежащих к группам В, С, Y, W135. Выявлено, что штаммы, выделенные от больных с генерализованной формой менингококковой инфекции, часто относятся к серотипу 2. В связи с этим наличие антигена серотипа 2 рассматривается как фактор патогенности менингококка.
Серотипирование имеет большое значение в эпидемиологии, так как периодически наблюдающиеся подъёмы заболеваемости связаны со сменой циркулирующих серогрупп. Во время эпидемий преобладают менингококки групп А и С, которые являются наиболее патогенными.

## Факторы патогенности
Основной фактор патогенности — капсула, защищающая менингококки от различных воздействий, в первую очередь от фагоцитоза. AT, образующиеся к полисахаридам капсулы, проявляют бактерицидные свойства. Токсические проявления менингококковой инфекции обусловлены высокотоксичным эндотоксином, который по летальности для лабораторных животных сравним с эндотоксинами энтеробактерий. Оба они оказывают сенсибилизирующее действие и индуцируют феномен Шварцмана в концентрациях, в 5—10 раз меньших, чем ЛПС грамотрицательной кишечной микрофлоры. Для генерализованных форм менингококковой инфекции характерны кожные высыпания, неотличимые от таковых при феномене Шварцмана. ЛПС менингококков проявляют выраженное пирогенное действие, а также вызывают образование AT. Тяжесть болезни определяется количеством эндотоксина в крови больного. Эндотоксину принадлежит ведущая роль в патогенезе поражений сосудов и кровоизлияний во внутренние органы. Наиболее постоянный и диагностически значимый признак менингококцемии — экзантема в виде характерной геморрагической сыпи (петехии, пурпура, экхимозы).
К другим факторам патогенности относятся пили, белки наружной мембраны, наличие гиалуронидазы и нейраминидазы. Пили являются фактором адгезии к слизистой оболочке носоглотки и, предположительно, тканям мозговой оболочки. Менингококки выделяют IgA-протеазы, расщепляющие молекулы IgA в шарнирной области, что защищает бактерии от действия Ig.
Лабораторные животные мало восприимчивы к менингококку. Субдуральное введение живой культуры может вызвать заболевание у кроликов, обезьян и коз. Внутрибрюшинное заражение белых мышей и морских свинок вызывает их гибель с явлениями интоксикации. Заражение в аллантоисную полость 11—18-дневных куриных эмбрионов вызывает гибель эмбриона через 48 ч.

## Устойчивость в окружающей среде
Слабо устойчив к внешним воздействиям, в оптимальных условиях на плотных и жидких средах культура гибнет через 48—72 ч, на полужидких средах сохраняется до месяца (рекомендуют сохранять на среде Дорсе, полужидком агаре и среде со сливками). Наиболее приемлемый способ консервации культуры — лиофильное высушивание. Вне организма человека довольно быстро погибает, а при низкой температуре быстро теряет способность к образованию колоний, что необходимо учитывать при доставке материала в микробиологическую лабораторию; при высыхании погибает. При температуре 10°С погибает через 2 ч, температура 55°С убивает его через 5 мин., 80°С — за 1-2 мин., кипячение — моментально (аналогичный эффект оказывает ультрафиолетовое облучение). Чувствителен к действию обычно применяемых антисептиков и дезинфектантов, особенно к солям тяжёлых металлов. Под действием 1%-го раствора фенола гибнет в течение 1 мин., аналогичное действие оказывают 0,5—1%-й раствор хлорамина, 70%-й этанол, 3—5%-й раствор карболовой кислоты. Чувствителен к большинству применяемых в клинике антибиотиков, однако в последние годы отмечается тенденция к росту числа резистентных штаммов.

## Эпидемиология
Экологической нишей для менингококка является слизистая оболочка носоглотки человека. Источник инфекции — больной человек или носитель. Различают три группы источников инфекции: больные генерализованными формами (около 1% от общего числа инфицированных лиц), больные назофарингитом (10—20% от общего числа инфицированных лиц) и здоровые носители. Основное значение имеют здоровые носители, которые составляют до 80—90%. Здоровое носительство у детей 1—2 лет встречается очень редко; с возрастом количество носителей нарастает, достигая максимума к 14—19 годам. Носительство продолжается в среднем 2—3 недели, при наличии хронических воспалительных процессов носоглотки может длиться 6 недель и более.
Механизм передачи — аэрогенный, путь — воздушно-капельный. В отличие от других респираторных инфекций заражение происходит при длительном и тесном контакте. Заболеваемость носит сезонный характер, увеличиваясь в осенне-зимний период.
Восприимчивость к менингококку невысокая. Болеют в основном дети до 15 лет (70—80%) и лица юношеского возраста (10—15%). Возникновению вспышек способствует скученность детей в детских организованных коллективах, учащихся школ и техникумов, студентов в общежитиях, новобранцев в казармах и т. п. Заболевания возникают при низком распространении носительства менингококка в коллективе (2% и ниже). В коллективах, где носительство составляет 20% и выше, заболевания не регистрируются, поскольку интенсивная циркуляция менингококка иммунологически перестраивает организм, обеспечивая «естественную иммунизацию» населения в эндемичных очагах заболевания.
В 2016 году учёные из Германии и Франции открыли новый штамм менингококка, инфицироваться которым возможно через мочеполовую систему. Эту разновидность микроорганизма также отличает от обычного штамма способность размножаться в условиях отсутствия кислорода.

### «Менингитный пояс»

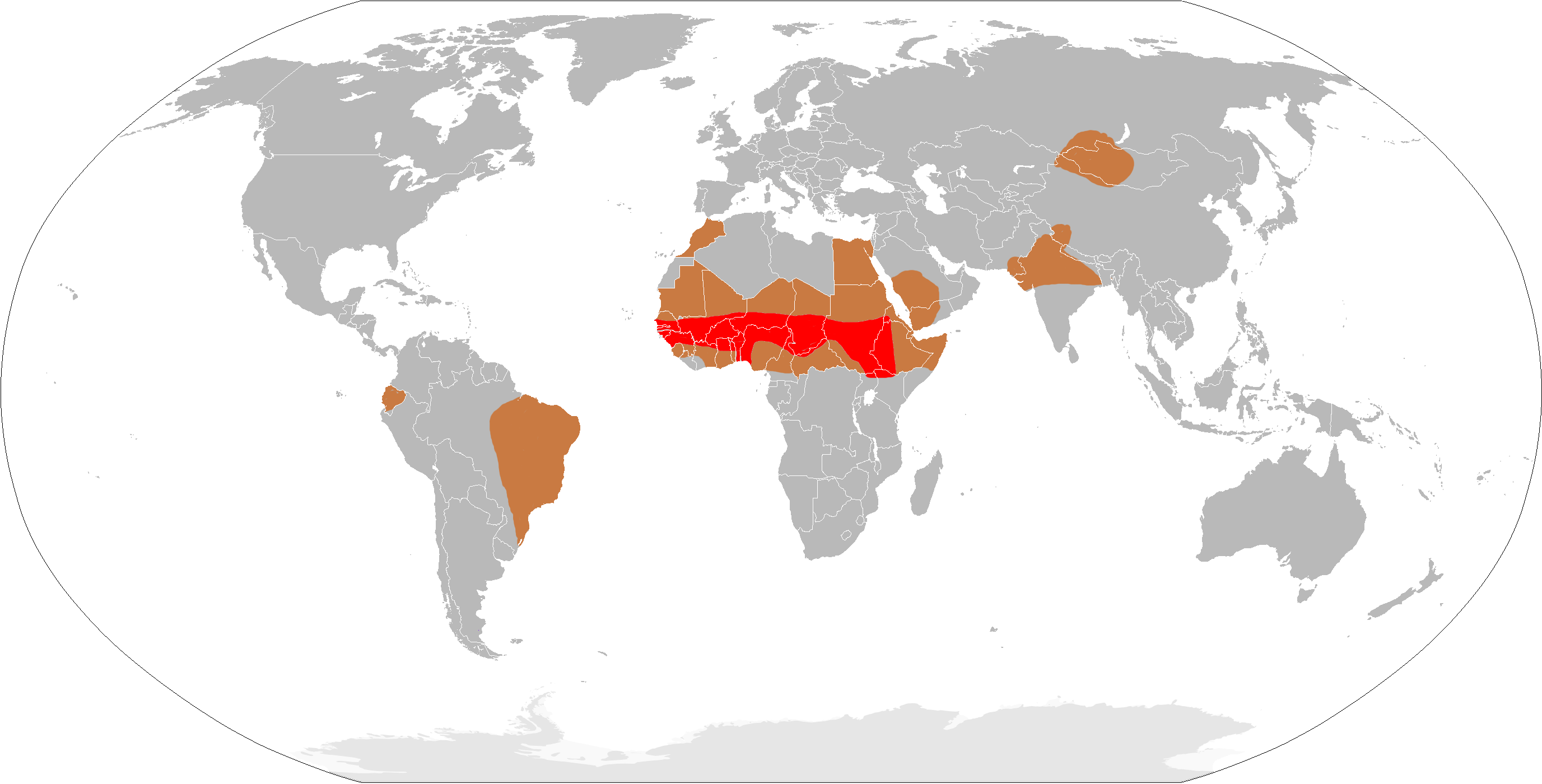
Распространение менингококкового менингита. Красным обозначен менингитный пояс Африки

Наибольшая распространенность этой болезни наблюдается в Африке в обширном менингитном поясе, расположенном к югу от Сахары, от Сенегала на западе до Эфиопии на востоке. В «менингитном поясе» расположены 26 стран, через которые проходит трансконтинентальная дорога, с которой связывают распространение менингококковой инфекции. Эпидемии отмечаются здесь через каждые 10—15 лет.
Этими 26 странами являются: Бенин, Буркина-Фасо, Бурунди, Демократическая Республика Конго, Гамбия, Гана, Гвинея, Гвинея-Бисау, Камерун, Кения, Кот-д’Ивуар, Мали, Мавритания, Нигер, Нигерия, Руанда, Сенегал, Судан, Танзания, Того, Уганда, Центральноафриканская Республика, Чад, Эритрея, Эфиопия, Южный Судан. Уровень риска эпидемии менингококкового менингита в этих 26 странах и между разными странами колеблется в широких пределах.

## Патогенез
Менингококки внедряются в организм человека через слизистые оболочки носоглотки. Размножаясь, они формируют первичный очаг воспаления. По окончаниям обонятельного нерва воспалительный процесс может распространиться на оболочки мозга. Возможно и гематогенное распространение менингококка по организму. Важная роль в патогенезе принадлежит эндотоксину, который участвует в развитии токсического шока и угнетении фагоцитарной активности нейтрофилов. Патогенез заболевания включает поражения токсического и септического характера в сочетании с аллергическими реакциями. Преобладание того или иного компонента проявляется в различных клинических формах.

## Клиническая картина
Менингококковая инфекция клинически протекает в локализованной форме: менингококконосительство, острый назофарингит или в генерализованной форме: менингококцемия, менингит, менингоэнцефалит, эндокардит, артрит, полиартрит, иридоциклит, пневмония.
Эпидемический цереброспинальный менингит начинается внезапно, после 5—7-дневного инкубационного периода. В начале болезни отмечаются сильная головная боль, рвота, высокая лихорадка, затем развиваются менингеальные симптомы. Однако степень проявления менингеальных симптомов значительно варьирует. Поскольку клиническая картина не отличается от клиники менингитов, вызванных другими микробами, то поставить этиологический диагноз клинически крайне сложно, поэтому ведущая роль здесь отводится методам лабораторной микробиологической диагностики.

## Иммунитет
Постинфекционный иммунитет при генерализованных формах инфекции довольно стойкий, повторные случаи заболевания почти не наблюдаются, однако иммунитет носит гуморальный и группоспецифический характер.
Невосприимчивость к менингококку обусловлена наличием сывороточных противоменингококковых бактерицидных AT. Новорожденные дети обладают естественным приобретённым пассивным трансплацентарным иммунитетом в течение 2—6 месяцев. Изучение уровня AT у представителей разных возрастных групп выявило, что дети с 6 месяцев до 10 лет имеют низкий уровень AT У детей 10—15 лет наблюдается рост титра AT к полисахаридному, белковому и ЛПС АГ. Развитие иммунных реакций вызывают капсульные полисахариды менингококков групп А и С. Защиту обеспечивают AT, проявляющие комплементзависимую бактерицидность. Элиминацию возбудителя со слизистой оболочки и из тканей осуществляют комплементсвязывающие IgM и IgG. Для эффективного уничтожения менингококков необходима активация комплемента, вызывающего лизис бактерий.
При менингококконосительстве выявлены гомологичные и группоспецифические AT к менингококкам. Это явление рассматривается как естественная иммунизация «живой» вакциной.

## Микробиологическая диагностика
Выбор материала для исследования обусловлен клинической формой болезни. Материалом для исследования служат носоглоточная слизь (от больных и носителей), ликвор, кровь, гной с мозговых оболочек, соскоб из элементов геморрагической сыпи на коже и др. При цереброспинальном менингите основным исследуемым материалом является ликвор, который берут в день госпитализации больного асептически люмбальной пункцией в количестве 2—5 мл. Ликвор собирают в стерильную пробирку и сразу же сеют на питательные среды или же немедленно, не допуская охлаждения, отправляют в лабораторию. Носоглоточную слизь берут специальным тампоном, изогнутым под углом, с задней стенки глотки при визуальном контроле, вводя тампон за мягкое нёбо. От трупа исследуемый материал (гной с оболочек мозга, из кожных поражений и т.п.) берут во время вскрытия. Поскольку менингококки очень неустойчивы вне организма человека, клинический материал транспортируют в утеплённых контейнерах при 30—35°С.
Для микробиологической диагностики применяют бактериоскопический, бактериологический и серологический методы.
Бактериоскопическое исследование ликвора и крови позволяет определить наличие возбудителя. При наличии гнойного ликвора готовят мазки без предварительной обработки; если ликвор прозрачный или мутный, его центрифугируют при 3500 об./мин. в течение 5 мин., а затем из осадка готовят мазки, которые окрашивают по Граму, метиленовым синим и другими методами для определения лейкоцитарной формулы, выявления менингококков и определения их количества. При микроскопии мазков ликвора в положительных случаях наблюдают полинуклеарные лейкоциты, эритроциты, нити фибрина и менингококки в виде типичных грамотрицательных диплококков бобовидной формы, окруженных капсулой в виде плохоокрашенного ореола. Результаты микроскопического исследования используются только в качестве предварительного, ориентировочного ответа, поскольку морфологически нельзя отдифференцировать менингококк от других грамотрицательных бактерий, способных вызывать менингит (гонококки, другие нейссерии, гемофилы, бранхамеллы). Для микроскопического исследования крови готовят препарат «толстой капли», который высушивают и окрашивают метиленовой синькой без фиксации. При микроскопии в положительных случаях обнаруживают на голубом фоне менингококки, имеющие типичную морфологию, окруженные капсулой в виде бесцветного ореола. Трупный материал исследуют только бактериоскопически из-за низкой жизнеспособности менингококка. Носоглоточная слизь не микроскопируется из-за наличия в ней условно-патогенных нейссерий, морфологически сходных с менингококком.
Бактериологическое исследование проводят с целью выделения и идентификации чистой культуры менингококка. Бактериологическому исследованию подвергают носоглоточную слизь, кровь и ликвор. Посев материала для получения чистой культуры производят на плотные или полужидкие питательные среды, содержащие сыворотку, кровь или асцитическую жидкость. Культуры инкубируют в течение 18—24 ч при 37°С в сосуде со свечой или в специальном термостате с повышенным содержанием (8—10%) CO2. Идентификацию выделенной культуры проводят на основании следующих свойств:
оксидазаположительные колонии рассматривают как возможно принадлежащие к видам Neisseria;
наличие в культуре Neisseria meningitidis подтверждают образованием уксусной кислоты при ферментации глюкозы и мальтозы (но не лактозы, сахарозы и фруктозы);
принадлежность к серогруппам определяют в реакции агглютинации (РА).
Проводят дифференциацию выделенной культуры с другими бактериями, вызывающими менингит. Серологический метод используют для обнаружения растворимых бактериальных АГ в ликворе и других видах исследуемого материала или AT в сыворотке крови. Для обнаружения АГ применяют ИФА, РИА, иммуноэлектрофорез, реакцию коагглютинации. У больных менингококковой инфекцией AT обнаруживаются с конца первой недели болезни, достигая максимума на 2—3-й неделе, а затем их титр снижается. У больных и лиц, перенесших менингококковую инфекцию, в сыворотке обнаруживаются специфические AT: бактерицидные, агглютинины, гемагглютинины. В разгар менингококковой инфекции повышается уровень IgM, особенно при генерализованных формах; в период реконвалесценции, в основном, обнаруживаются IgG.

## Лечение
Менингококковый менингит потенциально смертелен, лечение должно проводиться в экстренном порядке. Пациента госпитализируют в больницу, изоляция не обязательна. Лечение антибиотиками должно быть начато как можно раньше, но после спинномозговой пункции.
Инфекция поддаётся лечению с помощью целого ряда антибиотиков, включая пенициллин, ампициллин, хлорамфеникол и цефтриаксон. В условиях эпидемий с ограниченными инфраструктурными и ресурсными возможностями предпочтительным препаратом является цефтриаксон.

## Вакцинопрофилактика
Разработано 3 типа вакцин против менингококка:
- Полисахаридные вакцины — доступны уже более 30 лет. Бывают двухвалентными (группы А и С), трехвалентными (группы А, С и W) или четырёхвалентными (группы А, С, Y и W).
- Разработка полисахаридных вакцины против менингококка группы В затруднена из-за антигенной мимикрии с полисахаридами в нервных тканях человека. Первая вакцина против NmB, состоящая из четырёх белковых компонентов, была выпущена в 2014 году.
- С 1999 года доступны и широко используются менингококковые конъюгированные вакцины против группы С. С 2005 года четырёхвалентная конъюгированная вакцина против групп А, C, Y и W конъюгированные вакцины были лицензированы для использования среди детей и взрослых людей в Европе, Канаде и Соединённых Штатах Америки.

В 2010—2011 году ВОЗ вела новую конъюгированную вакцину MenA против менингококка группы А на всей территории Буркина-Фасо, а также в некоторых районах Мали и Нигера для пациентов от 1 года до 29 лет. По состоянию на июнь 2015 года вакцинацией этой новой вакциной было охвачено 220 миллионов человек в 16 странах (Бенин, Буркина-Фасо, Гамбия, Гана, Гвинея, Камерун, Кот-д’Ивуар, Мали, Мавритания, Нигер, Нигерия, Сенегал, Судан, Того, Эфиопия и Чад).
Преимущества конъюгированной вакцины MenA по сравнению с полисахаридными вакцинами:
- обеспечивает более сильную и устойчивую иммунную реакцию на менингококк группы А;
- уменьшает носительство бактерий в горле и, таким образом, её передачу;
- более низкая цена по сравнению с другими менингококковыми вакцинами (примерно 0,50 долл. США за одну дозу; цена других менингококковых вакцин колеблется от 2,50 до 117,00 долл. США за одну дозу);

По ожиданиям ВОЗ, новая вакцина будет обеспечивать длительную защиту не только вакцинированных людей, но и членов семьи и других людей, которые в противном случае подверглись бы риску заболевания менингитом. Предположительно вакцина MenA будет особенно эффективна для защиты детей в возрасте до 2 лет, которые не реагируют на обычные полисахаридные вакцины.